# Sam Rydberg

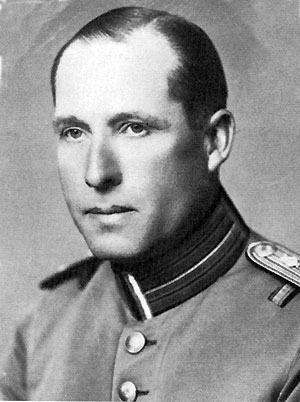
Sam Rydberg

Sam Hjalmar Rydberg, född 27 oktober 1885 i Nyköping, död 25 mars 1956 i Stockholm, var en svensk militärmusiker  och kompositör.

## Biografi
Rydberg blev militärmusiker som 13-åring, då han antogs som trumslagare vid Södermanlands regemente. Han tillhörde Svea ingenjörkårs musikkår i Stockholm 1906–1935, från 1928 som musikdirektör. Hans huvudinstrument var esskornett och violoncell, och han medverkade i flera andra orkestrar i Stockholm på dessa instrument.
Rydberg komponerade dansmusik, filmmusik, romanser, manskvartetter, en konsertuvertyr, m.m. Mest känd är han dock för sina marscher. Han fick sitt genombrott med "Den svenske underofficeren", med vilken han vann en tävling 1916. Ingen annan kompositör har fått så många marscher antagna som förbandsmarscher i den svenska Försvarsmakten. Rydberg har kallats Sveriges marschkung.
Sam Rydberg är begravd på Solna kyrkogård.

## Verk

### Marscher antagna av svenska militära förband, skolor och staber
| År    | Titel (egennamn)              | Antagen vid: | Anmärkning                                                   | Inspelningar |
| ----- | ----------------------------- | --- | ------------------------------------------------------------ | --- |
| 1944  | Flottans sjömansskolas marsch | Flottans sjömansskola - 1944? ; Karlskrona örlogsskolor - KÖS - ca 1955                                                         | Ofta förväxlad med Avanti per Patria. Tidigare titel: Avanti | Flottans musikkår |
|       | Defiladmarsch                 | Södra underhållsregementet - Uhreg S - 1994                                                                                     |                                                              | Militärmusiksamfundets musikkår |
|       | För fosterlandet              | Kustartilleriets stridsskola - KAS - 1994                                                                                       |                                                              | Flottans musikkår |
| 1936  | Gardeskamrater                | Vaxholms kustartilleriregementes marsch - KA1 - 1948                                                                            | Finns i fem versioner                                        | GöteborgsMusiken; Hemvärnets musikkår Jönköping-Huskvarna; Symfonikernas musikkår ; Hemvärnets musikkår i Handen ; Regionmusiken Karlskrona ; Marinens musikkår i Stockholm ; Marinens musikkår i Stockholm ; Svea Livgardes musikkårs kamratförening ; Stockholms spårvägsmäns musikkår |
| 1939  | I beredskap                   | Älvsborgs kustartilleriregement - KA4 ; Göteborgs marinbrigad - GMB - 1953                                                      |                                                              | GöteborgsMusiken ; Regionmusiken Karlskrona ; Marinens musikkår i Stockholm ; Musikkåren Bohus bataljon |
| 1933  | I flaggskrud                  | Norrbottens pansarbataljon - P5 - 1958 ; Norra underhållsregementet - Uhreg N - 1994                                            | Först med titel: Fladdrande fanor för Gröna Lund             | Spårvägens musikkår i Göteborg ; Militärmusikkåren i Boden ; Hemvärnets musikkår, Handen ; Militärmusiksamfundets musikkår ; Spårvägens musikkår i Malmö ; Stockholmspolisens musikkår ; Arméns musikbataljon                                                                            |
|       | I fält                        | Västra arméfördelningen - 1994                                                                                                  |                                                              | Arméns musikpluton |
|       | Ikaros                        | Arméns fältarbetsskola - FältarbS - 1961; Arméns fältarbetscentrum - FarbC - 1992                                               |                                                              | Regionmusiken i Uddevalla ; Arméns musikpluton ; Hemvärnets musikkår Jönköping-Huskvarna |
|       | Nordiska spelen               | Livgrenadjärregementet - I4 - 1929; Bråvalla flygflottilj - F13 - 1986                                                          | Tidigare titel: Formering till tåg                           | Hemvärnets musikkår Östergötland ; Flygvapnets musikkår ; Marinens musikkår i Stockholm ; Flygvapnets musikkår ; Musikkåren Bohus bataljon |
| 1944? | På marsch                     | Norra skånska (infanteri-)regementet - I6, P6, Fo14 - 1945; Södra militärområdet - Milo S - 1994                                |                                                              | Symfonikernas musikkår ; Regionmusiken i Uddevalla ; Spårvägens musikkår i Malmö ; Arméns musikpluton |
| 1944  | På post för Sverige           | Öresunds marindistrikt - MDÖ - 1994                                                                                             |                                                              | Flottans musikkår |
| 1944? | På vakt                       | Svea ingenjörregemente/-kår - Ing 1 - 1970                                                                                      |                                                              | GöteborgsMusiken ; Malmö brandkårs musikkår ; Regionmusiken i Uddevalla ; Regionmusikskolan ; Spårvägens musikkår i Malmö ; Arméns musikpluton ; Hemvärnets musikkår Jönköping-Huskvarna                                                                                                 |
| 1916  | Den svenske underofficeren    | Arméns kompaniofficersskola - AKS - 1976; Arméns tekniska centrum - ATC - 1995                                                  | Först med titel: I fält                                      | Regionmusiken i Uddevalla ; Militärmusikkåren i Borås |
| 1915  | Till fronten                  | Karlsborgs luftvärnsregementes marsch - Lv 1 - 1931 ; Luftvärnsskjutskolan - LvSS - 1976 ; Arméns luftvärnscentrum - LvC - 1993 |                                                              | Stockholmspolisens musikkår ; Arméns musikpluton |
| 1939  | Under fredsfanan              | Försvarets internationella centrum - SWEDINT - 1995                                                                             |                                                              | Regionmusiken i Uddevalla ; Militärmusiksamfundets musikkår ; FBU/Krigsskolans musikkår |
| 1933  | Vivu esperanto                | Minvapnet - 1994 | Komponerad för esperantistkonferens                          | Regionmusiken i Uddevalla |
| 1942  | Vårt luftvärn                 | Luftvärnets officershögskola - LvOHS                                                                                            |                                                              | Hemvärnets musikkår Jönköping-Huskvarna |

### Övriga marschkompositioner för blåsmusikkår
| År   | Titel                                    | Anmärkning                                                                       | Inspelningar |
| ---- | ---------------------------------------- | -------------------------------------------------------------------------------- | --- |
| 1936 | American style                           |                                                                                  | Hemvärnets musikkår Jönköping-Huskvarna |
| 1917 | Armémarsch                               |                                                                                  | Hemvärnets musikkår Jönköping-Huskvarna |
|      | Avanti per Patria                        | ej att förväxla med Flottans sjömansskolas marsch                                | |
| 1913 | Bland kamrater                           |                                                                                  | Militärmusiksamfundets musikkår |
|      | Flygarmarsch                             |                                                                                  | |
| 1927 | Fortifikationens honnörsmarsch           |                                                                                  | Mälarsextetten |
|      | Friska viljor                            |                                                                                  | Hemvärnets musikkår Jönköping-Huskvarna |
|      | För hem och härd                         |                                                                                  | |
| 1915 | The hockeyman                            |                                                                                  | Hemvärnets musikkår Jönköping-Huskvarna |
|      | Honnörsmarsch                            |                                                                                  | |
|      | Högalidspojkar                           |                                                                                  | |
| 1922 | I täten                                  |                                                                                  | Regionmusiken i Uddevalla |
| 1924 | I slutna led                             |                                                                                  | Hemvärnets musikkår Jönköping-Huskvarna |
|      | Idrottskamrater                          |                                                                                  | |
| 1913 | Italia, Marcia rapsodia di Bonelli       |                                                                                  | Musikkåren Bohus bataljon |
|      | Italia, Konsertmarsch nr 2               |                                                                                  | Svea Livgardes musikkår ; Ljungby blåsorkester ; Stockholmspolisens musikkår ; Symfonikernas musikkår ; Symfonikernas musikkår ; Stockholms spårvägsmäns musikkår |
| 1953 | Jubileumsmarsch, alias S:t Erik          | Till Stockholms 700-årsjubileum                                                  | |
|      | Kamplust                                 |                                                                                  | |
| 1922 | Kavallerimarsch                          |                                                                                  | |
| 1920 | Konsertmarsch à la Italiano              | Även med titel: Konsertmarsch nr 3                                               | Hemvärnets musikkår Jönköping-Huskvarna ; Hemvärnets musikkår Jönköping-Huskvarna                                                                                 |
| 1937 | Kosmopolit, konsertmarsch                |                                                                                  | |
|      | Krigsskolekadetten                       |                                                                                  | Regionmusiken i Uddevalla |
| 1926 | Kronprins Leopold                        | Till prinsessan Astrids giftermål                                                | Regionmusiken i Uddevalla |
| 1914 | Landstormsmarsch                         |                                                                                  | Hemvärnets musikkår Jönköping-Huskvarna |
| 1914 | Leve Fortifikationen                     |                                                                                  | |
|      | Leve översten!                           |                                                                                  | Hemvärnets musikkår Jönköping-Huskvarna |
| 1945 | Liten konsertmarsch tillägnad Sven Sköld |                                                                                  | |
| 1955 | Marsch för Svea Ingenjörskår             |                                                                                  | Hemvärnets musikkår Jönköping-Huskvarna |
| 1915 | Militärmarsch                            |                                                                                  | Regionmusiken i Uddevalla ; Hemvärnets musikkår Jönköping-Huskvarna                                                                                               |
| 1914 | Obligationsmarsch                        |                                                                                  | |
|      | Olympiska spelen                         |                                                                                  | |
| 1916 | På manöver                               |                                                                                  | Svenska marschfrämjandets musikkår ; Hemvärnets musikkår Jönköping-Huskvarna ; Militärmusiksamfundets musikkår                                                    |
|      | Sailor boys                              |                                                                                  | |
|      | Scouting                                 |                                                                                  | Missionskyrkans musikkår i Surte ; Borås skolors musikkår |
|      | Sjökrigsskolekadetten                    |                                                                                  | |
|      | Skolmarsch                               |                                                                                  | |
| 1945 | Sportmarsch                              |                                                                                  | |
|      | Stockholm                                |                                                                                  | |
| 1920 | Stockholms Blåsorkester                  | Även med titlarna: Skarpskyttemarsch, AIK-orkestern, AIK-marsch, Infanterimarsch | Regionmusiken i Uddevalla |
| 1916 | Svenska färger                           |                                                                                  | Regionmusiken i Uddevalla ; Musikkåren Bohus bataljon |
| 1918 | Till bivacken                            |                                                                                  | Hemvärnets musikkår Jönköping-Huskvarna |
|      | Till Laxön                               |                                                                                  | Hemvärnets musikkår Jönköping-Huskvarna |
| 1946 | Till stadion!                            |                                                                                  | |
| 1942 | Till vårt försvar                        |                                                                                  | Hemvärnets musikkår Jönköping-Huskvarna |
|      | Till "Zinkens"                           |                                                                                  | |
|      | Trav(marsch)                             |                                                                                  | |
| 1951 | Tre kronor                               |                                                                                  | Symfonikernas musikkår ; Symfonikernas musikkår ; Symfonikernas musikkår ; Göteborgs blåsarensemble                                                               |
| 1936 | Under förbimarsch                        |                                                                                  | Spårvägens musikkår i Göteborg |
|      | Unga Örnar                               |                                                                                  | |
| 1914 | Överste Thorsell                         |                                                                                  | Hemvärnets musikkår Jönköping-Huskvarna |

### Filmmusik
- 1938 – Med folket för fosterlandet

Han arrangerade musiken till ljudfilmerna Charlotte Löwensköld (1930), Söder om landsvägen (1936) och Elvira Madigan (1943).

### Övrig musik
- Anona
- Konsertouvertyr
- Marianne Konsertmazurka

Rydberg komponerade bland annat även annan musik för blåsare än marscher och musik för salongsorkester liksom stycken för piano.

### Arrangemang för blåsmusikkår
Nils Björklund - Sveriges hemvärn
Tage Hamberg - Leve Norrland
Jules Sylvain - Kärleksfregatten, vals
Jules Sylvain - Parkvalsen